# لرد ولدمورت
لرد ولدمورت (به انگلیسی: Lord Voldemort) با نام اصلی تام مارولو ریدل (به انگلیسی: Tom Marvolo Riddle) یک شخصیت خیالی در سری رمان‌های فانتزی هری پاتر است. این شخصیت توسط خالق مجموعه هری پاتر یعنی جی.کی. رولینگ خلق شده و آنتاگونیست اصلی داستان در مقابل شخصیت هری پاتر به‌شمار می‌رود. نخستین حضور این شخصیت در رمان هری پاتر و سنگ جادو بود که در سال ۱۹۹۷ منتشر شد. شخصیت ولدومورت چه به صورت فیزیکی و چه از طریق صحنه‌های فلاش‌بک در تمامی فیلم‌ها و رمان‌های هری پاتر حضور دارد. تنها رمان و فیلم که این شخصیت در آن نقشی ندارد، هری پاتر و زندانی آزکابان است.
تام مارولو ریدل در تاریخ ۳۱ دسامبر ۱۹۲۶ به دنیا آمد. مادر او، مروپ ریدل یک ساحره بود که با یک مشنگ به نام تام ریدل ازدواج کرد. بدین ترتیب او یک دورگه محسوب می‌شود. ولدمورت دوران کودکی بسیار سختی را پشت سر گذاشت. بعد از آنکه تام ریدل متوجه می‌شود که مروپ ساحره است، او را رها می‌کند. مروپ نیز مدتی بعد می‌میرد و تام ریدل کوچک در پرورشگاه بزرگ می‌شود. او قدرت‌های ویژه خود از جمله صحبت کردن با مارها را در همان دوران نوجوانی به‌دست آورد. آلبوس دامبلدور بعد از آگاهی از وجود او، ریدل را به هاگوارتز دعوت می‌کند. بعد از ترک هاگوارتز، ریدل با جادوی سیاه آمیخته می‌شود و با چهره‌ای جدید و هویت لرد ولدمورت به دنیای جادویی بازمی‌گردد. او سپاهی از جادوگران درست می‌کند که به مرگ‌خواران مشهور می‌شوند. ولدمورت و یارانش، جادوگران را نژادی برتر نسبت به انسان‌های عادی می‌دانند و هدفشان نیز حکمرانی بر آن‌هاست.